# Museo de la Aviación de Tokorozawa

El Museo de la Aviación de Tokorozawa (所沢航空発祥記念館 Tokorozawa Kōkū Hasshō Kinenkan?) está dedicado a la historia de la aviación en Japón. El museo se encuentra en la localidad de Tokorozawa, y cuenta en exposición tanto con aviones como con otro material relacionado, la mayoría del cual es interactivo. También dispone de una sala IMAX. El museo está ubicado en el mismo lugar donde se creó el primer aeropuerto japonés, cuya actividad se inició en 1911, el año siguiente al primer vuelo japonés, realizado por Yoshitoshi Tokugawa. La pista original es aún visible, y ha sido incorporada a un parque ubicado junto al museo.

## Aeronaves en la colección

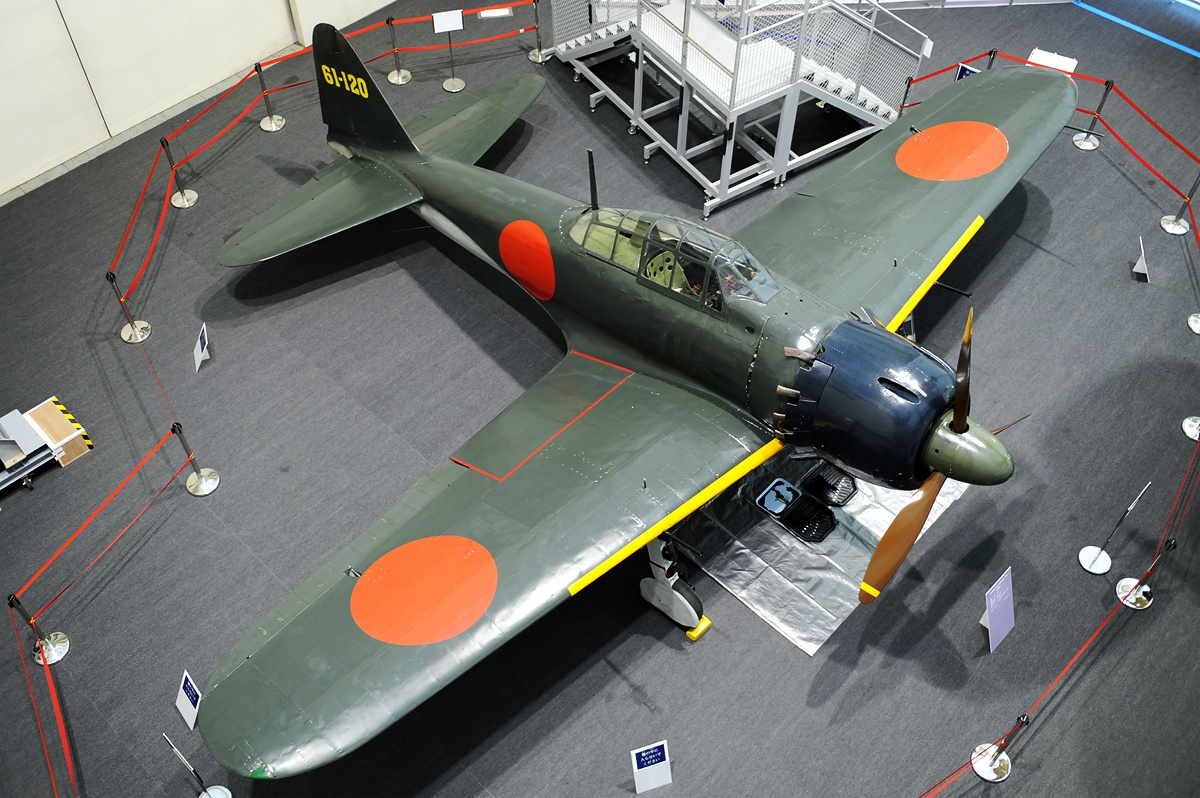
Un caza Zero conservado en el Museo

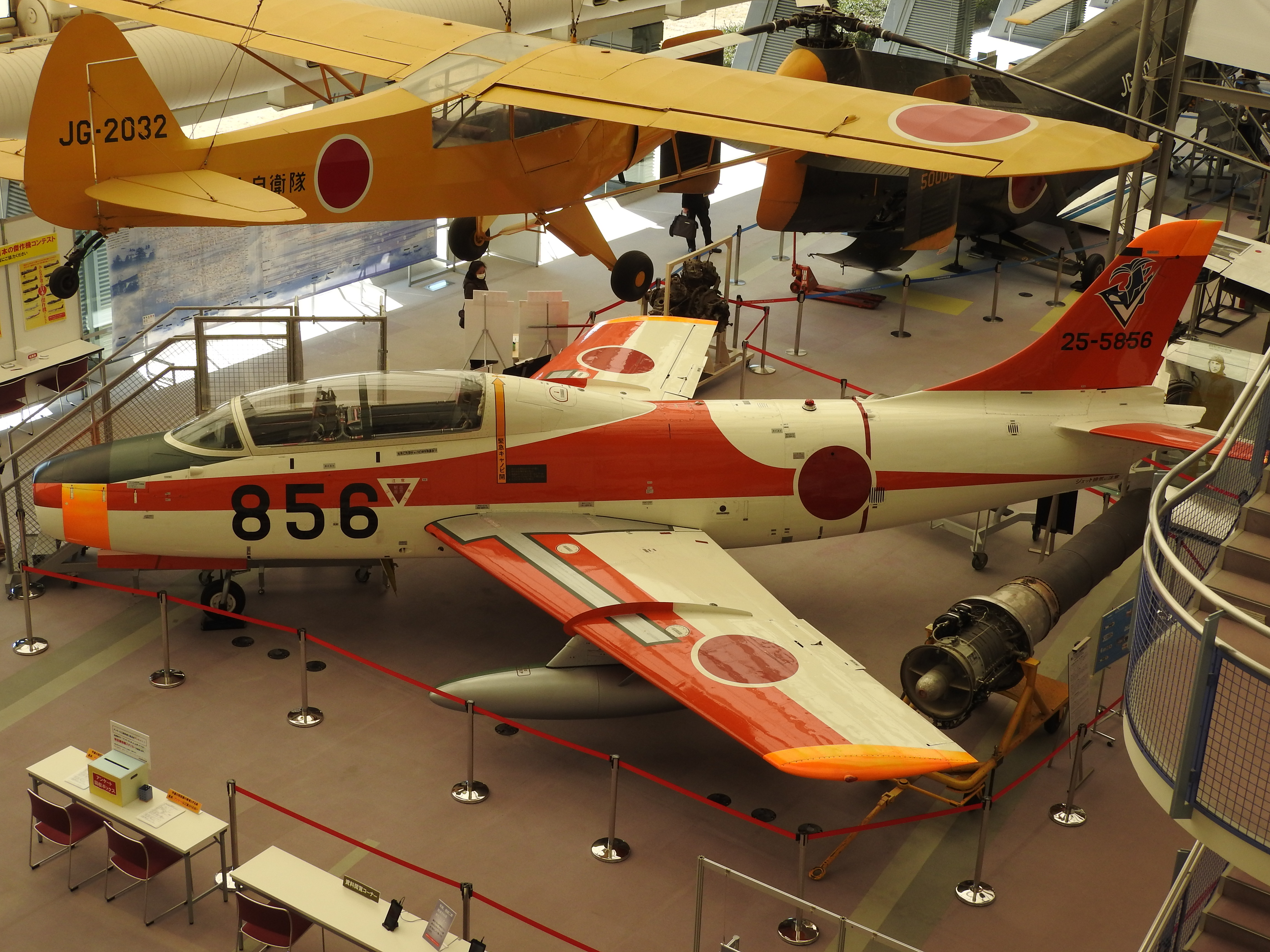
Fuji T-1 (25-5856)

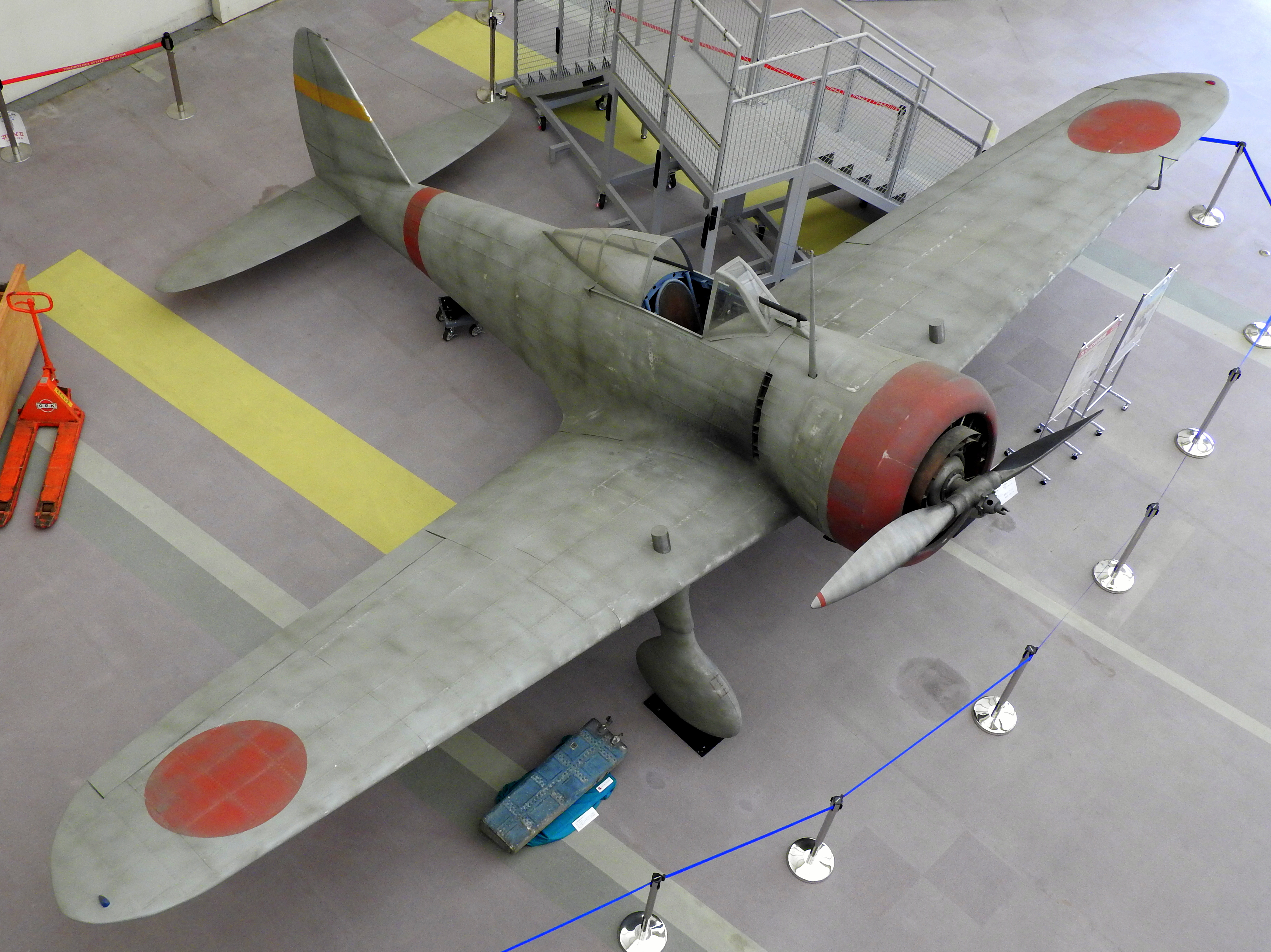
Réplica de un Nakajima Ki-27 Nate

Las aeronaves en exhibición pueden variar frecuentemente. El NAMC YS-11 y el Curtiss EC-46 Commando se exhiben permanentemente en el parque, pero la colección visible en el museo cambia. La colección es la siguiente:
- 91-1143 Curtiss EC-46A Commando (exterior)[2]
- JA8732 NAMC YS-11 (exterior)[2]
- 52-0099 North American T-6G Texan[2]
- JG-0001 Sikorsky H-19C Chickasaw[2]
- 50002/JG-0002 Piasecki H-21/Vertol V44A[2]
- 25-5856 Fuji T-1[2]
- 53-5025 Stinson L-5 Sentinel[2]
- 31065/JG-1065 Hughes-Kawasaki OH-6J Cayuse[2]
- 60508/JG-0508 Beechcraft T-34 Mentor[2]
- JG-2032 Piper L-21B Super Cub[2]
- 40001/JG-0001 Kawasaki KAL-2[2]
- 41547/JG-1547 Bell UH-1B Iroquois[2]
- 41560 Bell UH-1B Iroquois[2]
- Caza Nakajima Army Tipo 91 (fuselaje)[2]
- Kaishiki No.1 (réplica)[2]
- Farman III[3][4]
- 30003 Bell H-13E Sioux[2]
- JA3052 Cessna 170B[2]
- JA5170 Cessna T310P[2]
- 4253/18 Fokker D.VIII (réplica)[2]
- 61328 Hughes TH-55J[2]
- 30213 Kawasaki-Bell H-13KH[2]
- 51734 Kawasaki-Vertol KV-107-II-4[2]
- JA0148 Planeador Kirigamine Hato K-14[2]
- JA9549 Mil Mi-8PA Hip[2]
- J-TECH Nieuport 81 E.2[2]
- 84-8102 North American F-86D Sabre[2]
- JA3925 Piper J-3C-65 Cub[2]
- S4523  SPAD S.XII (réplica)[2]

## Exposiciones temporales
- En 2013, se exhibió en el museo un caza Zero de la Segunda Guerra Mundial en condiciones de volar, cedido por el Museo del Aire Planes of Fame de California.[5][6]
- En 2016, se exhibió en el museo una réplica de un Nakajima Ki-27 Nate realizada para la serie de TV Asahi de 2015 "Tsuma to Tonda Tokkouhei".

## Cómo llegar
El museo está cerca de la Estación Kōkūkōen de la Línea Seibu Shinjuku. Se tarda aproximadamente entre 30 y 45 minutos en llegar desde el centro de Tokio.